# Целий Аконий Пробиан
Целий Аконий Пробиан (на латински: Caelius Aconius Probianus) е политик на Западната римска империя през 5 век.
Той е преториански префект на Италия през 463 и 461 г. по времето на императорите Лъв I и Либий Север. През 471 г. той е консул на Запада заедно с император Лъв I на Изтока.